# I'm Still Standing
〈I'm Still Standing〉은 엘튼 존의 플래티넘 인증을 받은 1983년 음반 《Too Low for Zero》에 수록된 존과 버니 토핀의 곡이다.
당시 새로운 MTV에서 이 노래를 홍보하는 비디오에 의해 부분적으로 도움을 받은 〈I'm Still Standing〉은 캐나다와 스위스에서 1위, 영국에서 4위, 그리고 미국 빌보드 핫 100에서 12위를 차지하며 대서양의 양쪽에서 존에게 큰 인기를 끌었다.

## 뮤직 비디오
러셀 멀케이 감독이 연출한 이 동영상은 프랑스 칸과 코트다쥐르에 니스에서 촬영됐으며 프랑스 국기의 색깔을 담았다.
나중에 히트한 영국 BBC의 《스트릭틀리 컴 댄싱》과 미국 ABC의 《댄싱 위드 더 스타》의 심사위원인 브루노 토니올리는 비디오에서 댄서들 중 한 명으로 등장한다.
이틀 동안 촬영할 예정이었지만, 멀케이가 우연히 그것과 함께 바다에 빠지면서 첫날의 필름을 가득 담은 카메라가 엉망이 됐다. 따라서, 이 영화는 다른 날에 다시 찍어야 했다. 비디오 촬영을 하는 동안 존은 듀란 듀란을 우연히 만났다. 그는 새벽 4시부터 깨어있어서 피곤하다고 불평했다. 사이먼 르 봉은 존이 마티니를 가져야 한다고 결정했다. 존은 나중에 "6잔을 마셨다"고 회상했다.
2019년에는 기존의 16mm 필름 네거티브를 다시 스캔하고 컴퓨터 그래픽을 재현하여 새로운 버전의 홍보 비디오를 만들었다. 이 버전의 비디오는 2019년 전기 《로켓맨》의 엔딩 역할을 하며, 태런 에저턴(엘튼 존 역)이 로토스코프를 통해 오리지널 뮤직비디오의 기억에 남는 장면들을 재현했다. 존의 유튜브 채널에서도 단독 공개되었다.

## 인증
| 국가                               | 인증     | 판매량/출하량 |
| ---------------------------------- | -------- | ------------- |
| 덴마크 (IFPI Danmark)              | 골드     | 45,000        |
| 영국 (BPI)                         | 플래티넘 | 600,000       |
| 미국 (RIAA)                        | 골드     | 500,000       |
| 판매량+스트리밍을 기반으로 한 인증 |          |               |